# Liste der Kulturgüter in Erlinsbach AG
Die Liste der Kulturgüter in Erlinsbach AG enthält alle Objekte in der Gemeinde Erlinsbach im Kanton Aargau, die gemäss der Haager Konvention zum Schutz von Kulturgut bei bewaffneten Konflikten, dem Bundesgesetz vom 20. Juni 2014 über den Schutz der Kulturgüter bei bewaffneten Konflikten sowie der Verordnung vom 29. Oktober 2014 über den Schutz der Kulturgüter bei bewaffneten Konflikten unter Schutz stehen.
Objekte der Kategorie A sind im Gemeindegebiet nicht ausgewiesen, Objekte der Kategorie B sind vollständig in der Liste enthalten, Objekte der Kategorie C fehlen zurzeit (Stand: 1. Januar 2023). Unter übrige Baudenkmäler sind weitere geschützte Objekte zu finden, die in der Bau- und Nutzungsordnung der Gemeinde verzeichnet und nicht bereits in der Liste der Kulturgüter enthalten sind.

## Kulturgüter
| Foto |                                                                              | Objekt                                                           | Kat. | Typ | Standort                         | Beschreibung |
| ---- | ---------------------------------------------------------------------------- | ---------------------------------------------------------------- | ---- | --- | -------------------------------- | --- |
| ja   | Datei hochladen · Wikidata zu Evangelisch-reformierte Pfarrkirche (Q2136875) | Evangelisch-reformierte Pfarrkirche und Pfarrhaus KGS-Nr.: 15366 | B    | G   | Pfrundweg 3.1, 3 643109 / 250874 | 1565 erbaute Saalkirche im spätgotischen Stil. Erstes Beispiel einer chorlosen, protestantischen Predigtkirche im Aargau. Nebenan steht das 1565 ebenfalls im spätgotischen Stil erbaute Pfarrhaus. |

## Übrige Baudenkmäler
| ID  | Foto |                 | Objekt                                     | Typ | Standort                           | Beschreibung |
| --- | ---- | --------------- | ------------------------------------------ | --- | ---------------------------------- | ------------ |
| 901 | ja   | Datei hochladen | Ehemalige Pfarrscheune (Kirchgemeindehaus) | G   | Pfrundweg 4 643219 / 250890        |              |
| 902 | ja   | Datei hochladen | Höllmühle                                  | G   | Aarauerstrasse 4 643146 / 249708   |              |
| 903 | ja   | Datei hochladen | Hochstudhaus                               | G   | Aarauerstrasse 8 643188 / 249735   |              |
| 904 | BW   | Datei hochladen | Ehemaliges Bauernhaus                      | G   | Küttigerstrasse 16 643207 / 250803 |              |
| 905 | ja   | Datei hochladen | Ehemaliges Doppelbauernhaus                | G   | Hauptstrasse 16–18 642890 / 250844 |              |

Hinweis zur Legende: Anstelle der KGS-Nummer wird als Objekt-Identifikator (ID) die Inventarnummer in der Bau- und Nutzungsordnung verwendet.